# 2375 Radek
2375 Radek (1975 AA) là một tiểu hành tinh vành đai chính được phát hiện ngày 8 tháng 1 năm 1975 bởi L. Kohoutek ở Bergedorf.